# 三浦峻次
三浦 峻次（みうら としつぐ）は、美作国勝山藩6代藩主。美作勝山藩三浦家11代。

## 生涯
文政4年（1821年）、第5代藩主・三浦誠次（のぶつぐ）の長男として生まれる。母の登（なる）は佐賀藩主鍋島斉直の養女（鍋島治茂の娘で斉直の妹）。
天保2年（1831年）、父の死去により、11歳で跡を継いだ。しかし天保10年（1839年）6月18日、大坂加番中に19歳で死去した。嗣子はなく、跡を弟の義次が継いだ。